# István Friedrich
István Friedrich (Malacky, 1 de julho de 1883 — Vác, 25 de novembro de 1951) foi um político húngardo, que foi primeiro-ministro e presidente interino da Hungria em 1919.